# Derick Heathcoat-Amory, 1:e viscount Amory
Derick Heathcoat-Amory, 1:e viscount Amory, född 26 december 1899, död 20 januari 1981, var en brittisk konservativ politiker och medlem av det brittiska överhuset.
Han tjänstgjorde som finansminister mellan 1958 och 1960 och senare som universitetskansler för University of Exeter från 1972 till sin död 1981.

## Bakgrund och utbildning
Derick Heathcoat-Amory föddes i London den 26 december 1899 som son till Sir Ian Heathcoat-Amory, 2:e baronet och Alexandra Georgina (som dog 1942), äldsta dotter till viceamiral Henry Seymour (bror till Francis Seymour, 5:e markis av Hertford).
Han utbildades vid Ludgrove School följt av Eton College och Christ Church, Oxford, där han tog en MA-examen.
Bland hans brorsöner finns Rt Hon David Heathcoat-Amory och Sir Ian Heathcoat-Amory, 6:e och nuvarande baronet. En gammelmoster var skulptören prinsessan Victor av Hohenlohe-Langenburg, grevinnan von Gleichen.

## Karriär
Heathcoat-Amory valdes till ledamot av Devon Countys kommunfullmäktige 1932 och arbetade inom textiltillverkning och bankväsende. Han utnämndes till underlöjtnant i 11th (Devon) Army Brigade, Royal Field Artillery (Territorial Army) den 31 juli 1920, befordrades till löjtnant i regementet (då 96th (Royal Devonshire Yeomanry) Field Brigade) den 31 juli 1922 och befordrades till kapten den 1 september 1926. Han befordrades till major den 1 oktober 1935. Under andra världskriget sårades och tillfångatogs han under Operation Market Garden. Han avgick den 1 september 1948 med hedersgraden överstelöjtnant.
Han valdes till parlamentsledamot för Tiverton 1945 (en valkrets som tidigare innehafts av hans farfar Sir John Heathcoat-Amory). När de konservativa kom till makten under Winston Churchill 1951 utsågs han till pensionsminister. I september 1953 utnämndes han till biträdande handelsminister. Han gick med i Churchills kabinett i juli 1954 och efterträdde Sir Thomas Dugdale som jordbruks- och fiskeminister (och fortsatte sitt ansvar som handelsminister). I oktober 1954 slogs dessa ministärer samman under Heathcoat-Amorys ledning. Gwilym Lloyd George hade tidigare varit ansvarig för livsmedelsministerfrågor. Han stannade på denna post tills han utnämndes till finansminister 1958 av Harold Macmillan, ett ämbete som han innehade till 1960. En höjdpunkt under Amorys tid som finansminister var höjningen av styrräntan till 6 procent i juni 1960, i ett försök att kyla av ekonomin efter valet föregående höst.
Han avgick från underhuset 1960 och upphöjdes till pärsvärdighet som Viscount Amory, av Tiverton den 1 september samma år. Från 1965 till 1970 var han styrelseordförande för Hudson Bay-kompaniet, Nordamerikas äldsta företag (grundat genom ett engelskt kungligt dekret 1670). Viscount Amory svors in i Kronrådet 1953 och utnämndes till kommendör av Sankt Mikaels och Sankt Georgsorden 1961 och erhöll Strumpebandsorden 1968.  Han blev Honoris causa Juris doktor 1959, innan han tjänstgjorde som universitetskansler för Exeter University från 1972 till 1981.

## Privatliv
Heathcoat-Amory var en skicklig sjöman, som fick sin yacht uppförd till Themsen för att ta honom därifrån efter att ha hållit budgettal när han var finansminister. Civil Service Sailing Association fortsätter att dela ut den årliga Heathcoat Amory Trophy (donerad av Viscount Amory) för enastående seglingsprestationer av sina medlemmar.
År 1972 efterträdde lord Amory sin bror som baronet. Han dog ogift i sitt hem i Chevithorne den 20 januari 1981, 81 år gammal. Viscounttiteln dog ut vid hans död och hans yngre bror efterträdde honom som Sir William Heathcoat-Amory, 5:e baronet.